# Venoy
Venoy ist eine französische Gemeinde mit 1.747 Einwohnern (Stand: 1. Januar 2022) im Département Yonne in der Region Bourgogne-Franche-Comté; sie gehört zum Arrondissement Auxerre und zum Kanton Auxerre-3 (bis 2015: Kanton Auxerre-Est).

## Geographie
Venoy liegt etwa vier Kilometer östlich von Auxerre. Hier entspringt das Flüsschen Sinotte und durchquert das Gemeindegebiet. Umgeben wird Venoy von den Nachbargemeinden Villeneuve-Saint-Salves im Norden, Bleigny-le-Carreau im Norden und Nordosten, Beine im Osten, Courgis im Südosten, Chitry und Quenne im Süden sowie Auxerre im Westen.
Durch die Gemeinde führen die Autoroute A6 und die Route nationale 65. Venoy gehört zum Weinbaugebiet Bourgogne.

## Bevölkerungsentwicklung
| Jahr                      | 1962 | 1968 | 1975 | 1982 | 1990 | 1999 | 2006 | 2012 |
| Einwohner                 | 742  | 840  | 1193 | 1605 | 1649 | 1593 | 1641 | 1768 |
| Quelle: Cassini und INSEE |      |      |      |      |      |      |      |      |

## Sehenswürdigkeiten
- Kirche St. Ludwig und St. Mauritius (Église Saint-Louis et Saint-Maurice)